# Biển Laptev
Biển Laptev (tiếng Nga: Мо́ре Ла́птевых, chuyển tự: More Laptevykh; tiếng Yakut: Лаптевтар Байҕаллара, đã Latinh hoá: Laptevtar Baỹğallara) là một biển ven bờ của Bắc Băng Dương. Nó nằm trong khu vực được bao quanh bằng phần bờ biển của miền đông Siberi, bán đảo Taimyr, quần đảo Severnaya Zemlya (Đất Mới) và Novosibirskiye ostrova (Siberi Mới). Ranh giới phía bắc của nó đi qua mũi Arkticheskiy (mũi Bắc cực, một địa danh trên đảo Komsomolets của Severnaya Zemlya) tới điểm có tọa độ 79° vĩ bắc và 139° kinh đông và đóng lại tại mũi Anisiy. Các biển cận kề là biển Kara ở phía tây, biển Đông Siberi ở phía đông. Diện tích của biển này ước tính khoảng 672.000 km².
Biển Laptev được đặt tên theo các nhà thám hiểm người Nga là D. Ya. Laptev và Kh. P Laptev. Trước đó biển Laptev được gọi là biển Nordenskjold (tiếng Nga chuyển tự: more Nordenshel'd), lấy theo tên nhà thám hiểm Adolf Erik Nordenskiöld.
Độ sâu chủ yếu là tới 50 m, độ sâu lớn nhất đạt tới 3.385 m. Các vịnh lớn nhất là Khatangsky, Olenjoksky, Buor-Khaya. Ở phần phía tây của biển Laptev có nhiều đảo lớn nhỏ. Đổ vào biển này có các sông như: sông Khatanga, sông Anabar, sông Olenjok, sông Lena, sông Yana. Sông Lena, với đồng bằng châu thổ lớn của nó, là con sông chính đổ ra biển Laptev. Phần lớn thời gian của năm biển bị đóng băng, nhưng nó có thể phục vụ cho giao thông đường biển trong khoảng thời gian từ tháng 8 tới tháng 9 hàng năm. Hải cảng chính là Tiksi.
Trong khu vực này có các loài thú sinh sống như hải tượng (Odobenus rosmarus), hải cẩu râu (Erignathus barbatus), hải cẩu vòng (Phoca hispida).

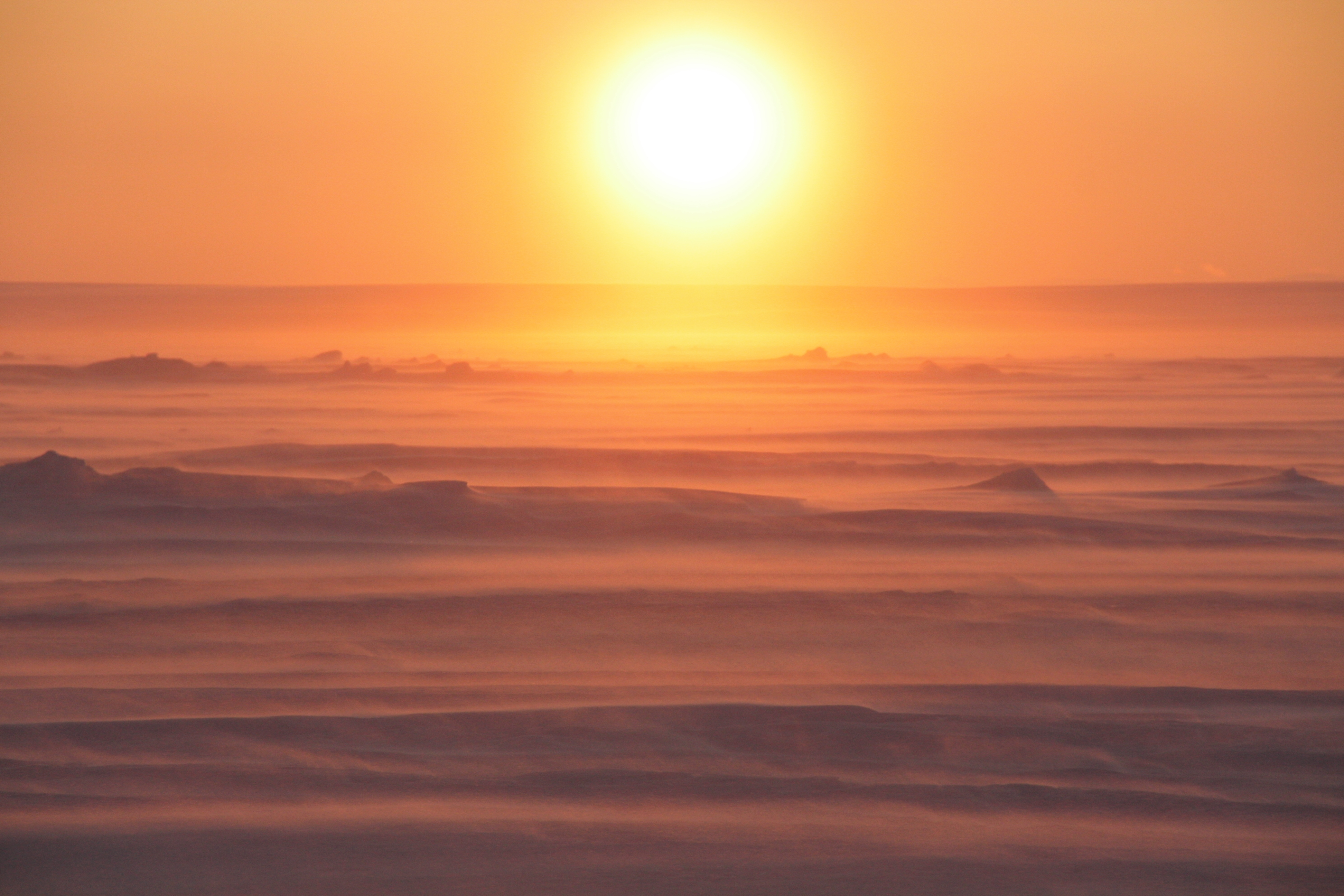
Biển Laptev lúc hoàng hôn.
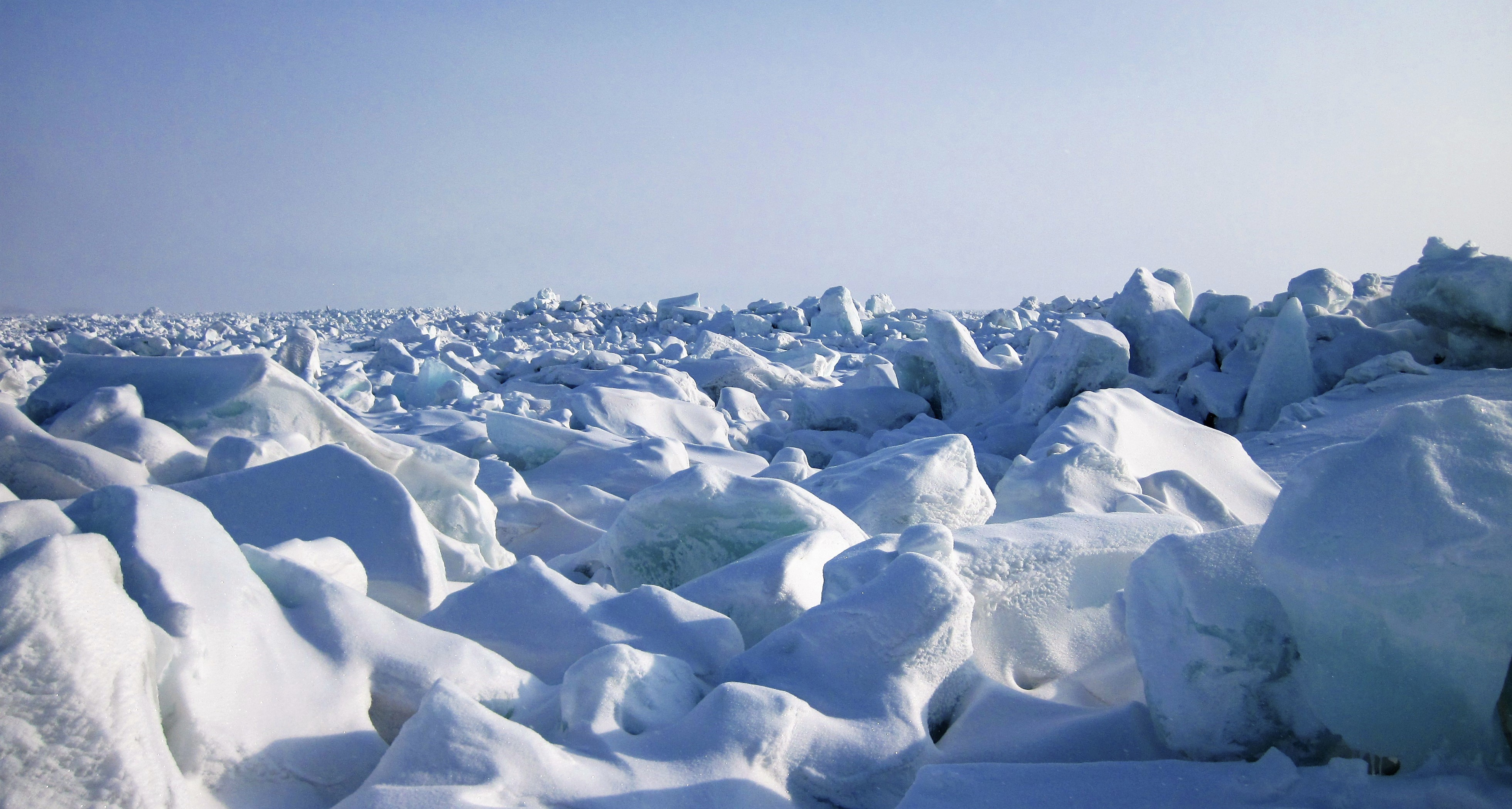
Biển Laptev. Băng.
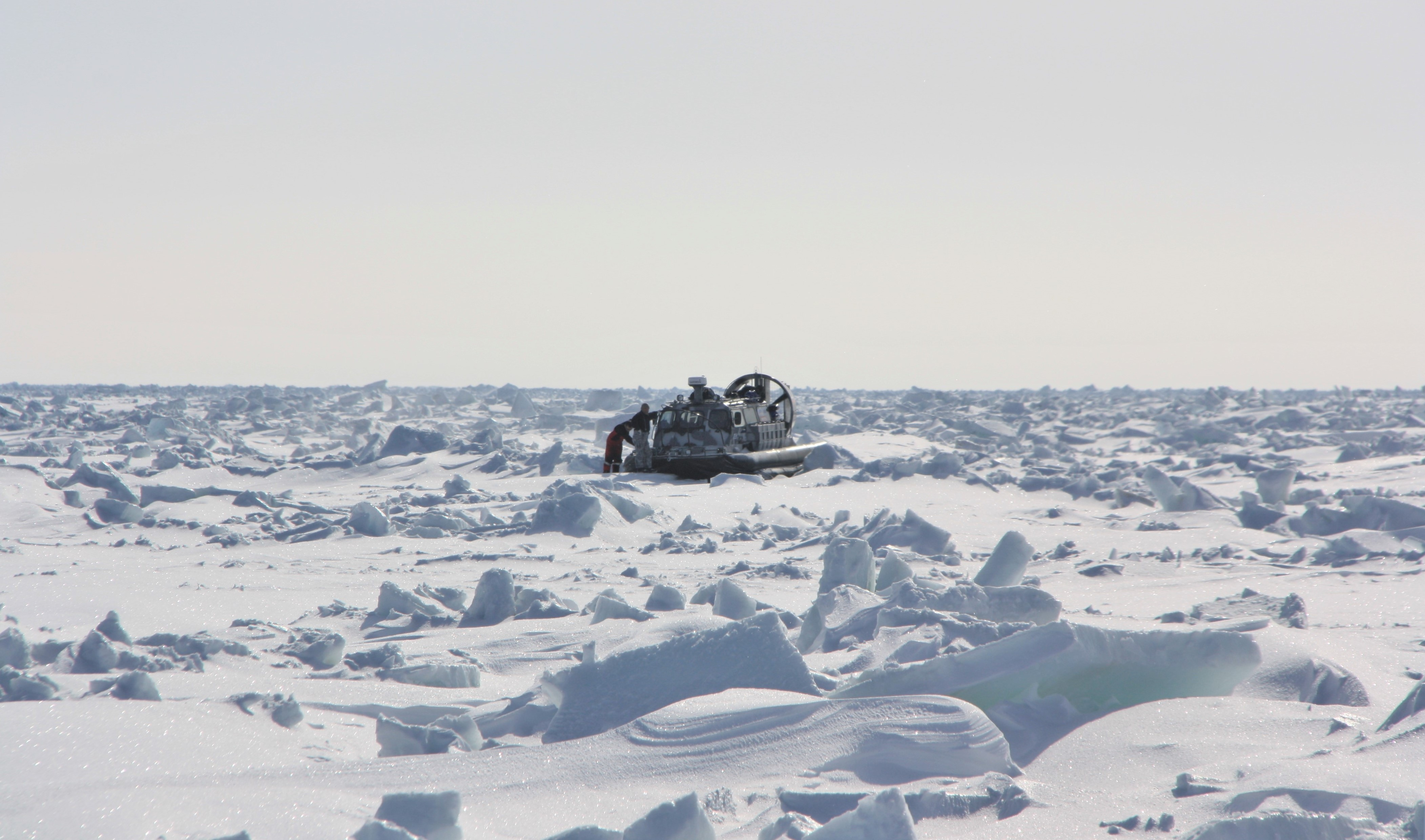
Thuyền đệm khí Hivus-10 trên biển Laptev